# الشوبك (معان)

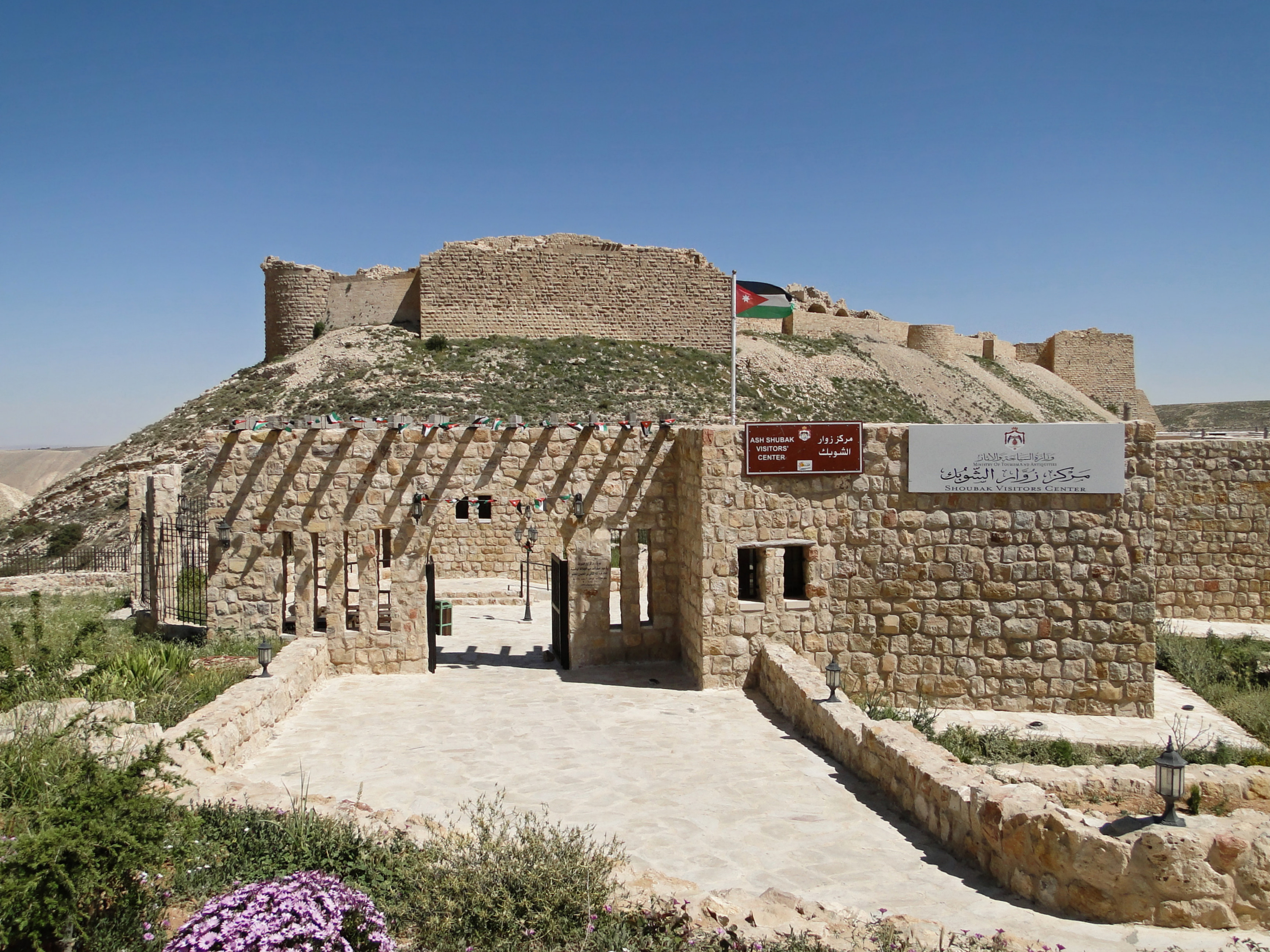
قلعة مونتريال الصليبية في الشوبك

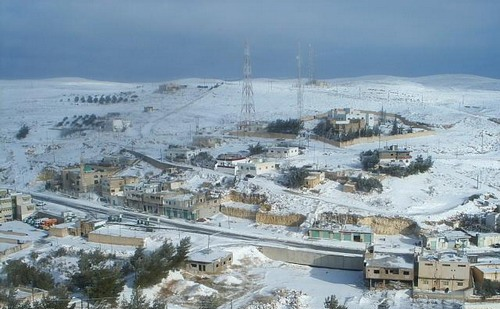
الشوبك تحت الثلج

الشوبك هي مدينة تقع في جنوب المملكة الأردنية الهاشمية، وتتبع إداريًا محافظة معان. تقع في الجزء الشمالي الغربي من المحافظة، وتبعد نحو 50 كم عن مركزها. تنتشر قرى الشوبك على سلسلة جبلية يتراوح ارتفاعها ما بين 1120 إلى 1651 مترًا فوق مستوى سطح البحر.
الشوبك اسم ينطوي على دلالة تاريخية قديمة، حيث كانت المنطقة تتمتع بالعديد من الأشجار المتشابكة والكثيفة، وذات المناخ المعتدل، وهي من أهم المناطق الزراعية في الأردن، حيث اشتهرت بزراعة التفاح بعد أن نجحت زراعته بشكل تجاري، ولقبت ببلدة التفاح، وقد مرت عليها عدة حضارات دلت على قيمتها المكانية والتاريخية وأول من سكنها هم الأدوميون. ومن أهم المناطق الأثرية فيها هي القلعة الحصينة التي بنيت على أحد جبالها ومثلت مركزًا دفاعيًا للحضارات التي استوطنتها، حيث كانت تتحكم بالطريق من الشام إلى مصر في زمن الصليبيين ومن ثم  في زمن الايوبيين والمماليك.

## الموقع والحدود
تقع لواء الشوبك بين خطي طول 35° و36° شرقًا، ودائرتي عرض 30° و31° شمالاً. يحده من الشرق لواء الحسينية، ومن الغرب قضاء وادي عربة التابع لمحافظة العقبة، ومن الشمال لواء بصيرا التابع لمحافظة الطفيلة، ومن الجنوب لواء البتراء وقصبة معان.
تُقدَّر مساحة اللواء بحوالي 640 كم²، أي ما يعادل نحو 2% من مساحة محافظة معان. ويبلغ عدد سكانه قرابة 12,500 نسمة، موزعين على 14 قرية، منها: نجل، الزبيرية، المقارعية، حواله، الجهير، بئر خداد، المثلث، الفيصلية، المنصورة، بئر الدباغات، البقعة، الشماخ، الحدادة، والزيتونة. كما توجد تجمعات سكانية تراثية مثل: أبو مخطوب والجاية.

## الإرث الحضاري
للشوبك إرث حضاري ضارب في القدم يبدأ من العصور الحجرية التي تمثلها مواقع عديدة من أهمها على الإطلاق منطقة الفجيج والتي تعود إلى العصر الحجري القديم – المرحلة الثانية أي أننا نتكلم عن 600 إلى 100 ألف سنة قبل الميلاد حيث تم العثور في هذه المنطقة على الفؤوس الصوانية ذات الوجهين والمطروقة جيدًا والتي تعود إلى تلك الفترة.
وفي العصور التالية نجد أن الشوبك تحتوي على واحد من أهم مواقع العصر البرونزي (3200 إلى 1200 ق.م) وهو موقع قبور الدولمنز في منطقة أم الطويرات، والدولمنز هي عبارة عن قبور رجمية دائرية تعلوها ألواح حجرية بحيث تكون شكل صندوقي تتراوح في ارتفاعها ما بين نصف متر إلى مترين وكان الميت يدفن أسفلها.
ومرورًا بالعصور التاريخية المتعاقبة نجد تمثيلاً لكل فترة أو عصر، يونانيًّا كان أم رومانيًّا في الشوبك من خلال الخراب الأثرية المتعددة المنتشرة في اللواء مثل خراب الجهير وصيحان وغيرها.
إلّا أن الصبغة الأهم التي اصطبغت بها الشوبك تاريخيا هي الصبغة الأيوبية والمملوكية حيث تعتبر أهم مواقع تلك الفترة من خلال المعلم الأهم والأبرز فيها ألَا وهو قلعة الشوبك والتي بنيت عام 1115م على يد الأمير الصليبي بلدوين الأول ومن ثم حررها صلاح الدين الأيوبي عام 1189م وتضم تسعة أبراج وعدد من المعالم الرائعة في الداخل كالكنيسة والقصر الأيوبي والحمام والنفق المؤدي إلى أسفل الوادي والذي يحتوي على 365 درجة بالإضافة إلى العديد من النقوش والزخارف الإسلامية.
كما أن موقع هذه الفترة (الأيوبية/ المملوكية) لا تقتصر على القلعة إذ أنه إلى الشرق من القلعة على بعد 10كم تقريبا يقع قصر الدوسق والذي يبدو أنه بني على يد أحد المتنفذين في تلك الفترة ويتألف من بناءين منفصلين: شمالي وجنوبي، وتحيط به أراضٍ خصبة تتبع له كانت تستغل لزراعة الأشجار المثمرة في تلك الفترة.
ومن مواقع تلك الفترة أيضا مقام أبي سليمان والذي يقع إلى الشرق من القلعة بحوالي 2كم وهو بناء مستطيل يقسم إلى قسمين: مسجد ذو قبة وضريح. وقد بني سنة 646 هجرية حسب النقوش الموجودة فيه على يد الملك نجم الدين أيوب وذلك ليدفن فيه الأمير محمد بن ناصرالدين ابن الأمير عز الدين نائب مملكة الشوبك. وفي الفترات الحديثة نجد العديد من القرى التراثية والتي يبلغ عمرها عشرات السنين وهجرها سكانها للانتقال إلى حياة التَّمدُّن، وفي هذه القرى نجد أنماط الحياة التي كان أجدادنا يعيشونها، وفنونا معمارية بسيطة وعملية وجميلة بنفس الوقت بالإضافة إلى أدوات الحياة اليومية. ومن الأمثلة على هذه القرى: شماخ، الجاية، أبو مخطوب وثابتة.

## السياحة البيئية والعلمية
قد يكون هذا النمط من السياحة من أقوى العوامل التي يمكن الاعتماد عليها لتحريك عجلة السياحة في اللواء، نظرًا لما تزخر به الشوبك من مناظر طبيعية خلابة وتكوينات جيولوجية مميزة. إن تنظيم رحلات من هذا النوع للمهتمين، من خلال الجهات المتخصصة، سيعطي دفعة قوية لقطاع السياحة في اللواء.
يوفر هذا النوع من الرحلات الإثارة والمتعة، ويتطلب في بعض الأحيان التخييم، مما يستلزم الإقامة في المنطقة لعدة أيام لزيارة المواقع المتباعدة. كما يمكن أن يؤدي ذلك إلى تنشيط الاستثمارات السياحية القائمة، وفتح المجال لإقامة استثمارات جديدة في المستقبل.
ومن أهم المواقع في الشوبك لهذا الغرض:
- منطقة البستان: وهي وادي يقع في الجزء الشمالي من الشوبك على أطراف بلدة المنصورة، وهو أحد تشعبات حفرة الانهدام ويتميز بالخضرة وينابيع الماء.
- الهيشة: غابة حرجية ترتفع حوالي 1700متر عن سطح البحر وبالتالي فهي من أعلى المناطق في المملكة، وهي مصيف من الطراز الأول يطل على وديان حجرية تسمى البيضا.
- وديان غربي الشوبك: والتي يمكن الإشراف على مناظرها وبالتالي النزول إليها من خلال مرتفعات الجيهر وشماخ، وبالإضافة إلى سحر الحياة الطبيعية فيها يمكن أن تكون هذه المناطق منجمًا لدارسي الجيولوجيا لِمَا فيها من تكوينات ومستحاثات غريبة.

## تاريخ الشوبك
اختلفت المصادر التاريخية حول تحديد تاريخ بناء الشوبك ولكن ورد ذكرها لأول مرة إبّان احتلال القائد الفارسي بغدور إذ أوردت كتب التاريخ أنه بنى فيها حصنًا. غابت الشوبك بعد ذلك وارتفع ذكرها إبّان مملكة الأنباط إذ كانت جزءًا من العاصمة النبطية البتراء وواجهتها الشمالية. وعاد ذكرها للاندثار مرة ثانية. - بقيت الشوبك بلدة أو قرية صغيرة في العصور الإسلامية، وكان معظم أهلها من المسيحيين واليهود، على رغم قربهم من دار الإسلام المتمثلة في معان والمناطق القريبة، ومع بدء الغزوات الصليبية اتخذها الصليبيون في العام 1115م مملكة أطلق عليها اسم مونتريال أي الجبل الملكي، وأصبحت بمكانة رأس حربة هي والكرك في وجه المسلمين في جنوب الحجاز والجنوب الغربي حيث مصر. - استمر الاحتلال الصليبي لها حتى عام 1189م إذ حررها صلاح الدين الأيوبي وأصبحت مملكة إسلامية، ولأن سكانها من المسيحيين واليهود وقفوا إلى جانب السلطان المسلم ميزهم بلباس المسلمين تقديرًا لهم على جهدهم، بحسب كتب التاريخ. - أصبحت الشوبك مركزًا مهمًّا ومدينة ضاهت في ذلك الزمان دمشق ببساتينها ومائها، ومع بداية العهد العثماني في العام 1516م بدأ في الانحدار مرة ثانية، واضحت قرية صغيرة معرضة لهجمات البدو من كل ناحية. - في مطلع القرن الثامن عشر (1700) هاجر إليها أبناء عز الدين أبو حمرا من عائلة الرفاعي في قضاء حمص (السوري)، ونزلوا بوادي موسى أولا ثم بدأوا ارتحالهم إلى الشوبك واستقروا في القلعة بعد أن أعادوا بناءها وحولها، وتكونت منهم عشائر الملاحيم ومنها الغنميين والبدور والهيازعة والرواشدة، - وتقول كتب الأنساب والتأريخ أن عز الدين هذا هو من النسب الشريف للرسول محمد -صلى الله عليه وسلم-، فهو عز الدين (أبو حمرا) بن إسماعيل (الصالح الأخضر) بن السيد علي (السلطان) بن السيد يحيى بن السيد ثابت بن السيد علي (الحازم أبو الفوارس) بن السيد أحمد (المرتضى) بن السيد علي (المكي المغربي الأشبيلي) بن السيد رفاعه الحسن بن السيد محمد (مهدي المكي) بن السيد محمد (أبو القاسم) بن السيد الحسن القاسم (رئيس بغداد) بن السيد الحسين (المحدث) بن السيد أحمد (الأكبر) بن السيد موسى (الثاني أبو سبحه) بن إبراهيم (المرتضى الأصغر) بن موسى (الكاظم) بن جعفر (الصادق) بن محمد (الباقر) بن علي (زين العابدين) بن الحسن (السبط الشهيد) بن أمير المؤمنين علي بن أبي طالب -كرم الله وجهه-. وذكر المؤرخ أبو الهدى الصيادي نسب عزالدين أبو حمرا إلى أنه من الحسنيين (أبناء الحسن بن علي -عليهما السلام-، وأكد كذلك محمد فاخر فخر الدين بأن عز الدين ونعيم وفرج أبناء أحمد بن إسماعيل الصالح من الحسينية، وتجرح هذه الروايات رواية أخرى تقول إن عز الدين أبو حمرا من أصول كردية (أي من جاء من منطقة الأكراد مع جيوش صلاح الدين الايوبي واستقر في مناطق سورية الداخلية (حمص وحماة وجبل لبنان). -

## قلعة الشوبك
تقع قلعة الشوبك على ارتفاع 1330 م عن سطح البحر وتبعد حوالي نصف ساعة عن مدينة البتراء على الطريق الصحراوي وهي تقع في منطقة برية نائية على تلة كانت تُعرف سابقاً باسم الجبل الملكي، وعلى بُعد نحو 120 كم إلى الجنوب من مدينة الكرك، ونحو 35 كم شمال مدينة البتراء عاصمة الأنباط، ومسافة 345 كيلومتراً جنوب مدينة عمَّان العاصمة الأردنية.
يُعتقد أن منطقة الشوبك كانت مأهولة بالسكان خلال الفترة الآدومية، ثم أُعيد ترميمها خلال الفترة النبطية. ويبدو أنها استُخدمت كدير صغير للرهبان حتى أعاد بناؤها الأمير الصليبي بلدوين الأول، حاكم الرها ثم ملك القدس، في عام 1115م، حيث أطلق عليها اسم "مونتريال". تُعد قلعة الشوبك من القلاع المهمة التي بناها بلدوين الأول عام 1115م، وأطلق عليها اسم "مونتريال". وقد شكلت القلعة نقطة استراتيجية للصليبيين، حيث كانوا يشنون منها الغارات على القوافل العربية والإسلامية التي كانت تمر بين القاهرة ودمشق والحجاز.
وقد اعتنى السلطان ابن الملك العادل الأيوبي الآتي ذكره بأمر الشوبك، فجلب إليها غرائب الأشجار المثمرة حيث تركها تضاهي دمشق في بساتينها وتدفق أنهارها ووصف هذه البلد (أبو الفداء) صاحب حماة المتوفى عام 732 هجري، بقوله «الشوبك بلد صغير كثير البساتين غالبية ساكنيه من النصارى وهو في شرق الأردن في الغور على طريق الشام من جهة الحجاز وتنبع من ذيل قلعتها عينان إحداهما على يمين القلعة والأخرى على يسارها كالعينين للوجه وتخترقان بلدتها ومنها شرب بساتينها وهي من غرب البلد، وفواكهها من المشمش والتين مفضلة وتنتقل إلى ديار مصر. وقلعتها مبنية من الحجر الأبيض وهي على تلٍّ مرتفع أبيض مطل على الغور»، ونتيجة لكثرة الحروب وتوالي الزلازل فقد هدم قسم كبير من القلعة حتى قام الصالح نجم الدين أيوب بترميمها فكتب تاريخ ذلك على جدرانها بهذه العبارة: «بسم الله الرحمن الرحيم… هذا ما عمر في أيام مولانا السلطان الأعظم العادل الملك الصالح (نجم الدين أيوب)». وتضم القلعة تسعة أبراج منها الدائري والمستطيل والمربع، تزينها الكتابات والزخارف من الخارج ومدخلها الرئيسي في الشرق.

## ثورة الشوبك 1905 م
كانت الشوبك مركزًا للمقاومة ضد الاحتلال العثماني، الذي أرهق سكانها بالضرائب الباهظة وأعمال السخرة. في مطلع عام 1900م، اندلعت أولى الثورات، لكنها أُخمدت بقسوة. وفي عام 1905م، حاولت الحامية التركية تسخير نساء البلدة لجلب المياه، مما أثار غضب الأهالي الذين هاجموا الحامية وتحصنوا داخل القلعة للدفاع عن كرامتهم.
طالب أهالي الشوبك بتحسين الإدارة، وقف استغلال السكان، ومحاسبة الجنود الذين اعتدوا على النساء، لكن القوات العثمانية رفضت هذه المطالب وهاجمت البلدة. واجه الأهالي الهجوم بشجاعة، لكن العدو استخدم القوة المفرطة، مما أسفر عن استشهاد العديد من أبناء البلدة واعتقال زعماء الثورة، منهم مصلح الهباهبة ومطلق حسن البدور وأحمد خلف الغنميين. رغم قمع الثورة، سجلت الشوبك بصمودها أروع معاني البطولة في مواجهة الاحتلال العثماني، وساهمت في رسم طريق الأردن نحو الحرية والاستقلال.

## من الأطعمة الشعبية
- الرشوف، أكلة حبوب أردنية بلبن المخيض.
- المجللة  وتعدّ من الخبز واللبن المريس الحامض المضاف إليهما السمن البلدي والبصل المقلي. تسمى المجللة بهذا الاسم لأن الخبز المستخدم يتم خبزه على نار الجل (والجل هو بعر الإبل وهو معروف بناره القوية). ويشار إلى أن هذا الطبق يقدم في المناسبات كالأعياد. ثمة نوع آخر من المجللة تستخدم فيها البندورة بدلاً من اللبن.[10]

- المخمورة أو المكمورة وعادة ما يصنع في المناسبات والاجتماعات الأسرية ومواسم الزيت في شهر تشرين الثاني لأنها تعتمد على زيت الزيتون البلدي وخاصة وهو جديد.
- شوربة العدس
- المنسف